# Amangial Ridge
Amangial Ridge, aussi appelée Rois ra Sang, Limestone Ridge ou Amangial Mountains, est une chaîne de collines occupant la pointe nord de l’île de Peleliu dans l'État du même nom aux Palaos.

## Géographie
Elle s'élève à 65 mètres d'altitude.

## Sources
- (ceb) Cet article est partiellement ou en totalité issu de l’article de Wikipédia en cebuano intitulé « Amangial Ridge » (voir la liste des auteurs).